# Coupe CERS 2009-2010
Navigation
Édition précédente Édition suivante
Cet article fournit diverses informations sur la Coupe CERS de la saison 2009-2010.
La Coupe CERS est une compétition de rink hockey organisée par le CERH, le Comité Européen de Rink-Hockey. Il s'agit de la seconde plus importante compétition européenne de rink hockey. Les clubs qui y participent sont les clubs européens qui n'ont pas pu participer à la Ligue Européenne des Champions de Rink Hockey; une sorte de Coupe UEFA pour le Rink Hockey. Elle a lieu tous les ans depuis la saison 1980/1981.

## Participants
Chaque fédération nationale affiliée au CERS peut inscrire des au maximum 5 clubs dans la compétition. Cependant, le club champion national ne peut participer à la Coupe CERS, car il doit s'engager dans la Ligue Européenne.

## Déroulement
Compte tenu du nombre d'équipes engagées cette année, un tour préliminaire est joué. Les équipes passant par ce premier tour sont les équipes n'ayant pas participé à l'édition précédente et les équipes les moins bien classées au niveau européen.

Le tirage au sort des matchs du tour préliminaire est réalisé afin d'éviter les confrontations entre clubs d'un même pays.

Le tour préliminaire se joue en matchs aller et retour.
La phase éliminatoire se joue en élimination directe, sous forme de matchs aller et retour. Les demi-finales et la finale se joue cependant sur un seul match et en terrain neutre, au cours d'un Final Four.

## Tour préliminaire
22 équipes participent cette année au tour préliminaire en matchs aller et retour les 21 novembre et 19 décembre 2009.
| Équipe 1           | Score | Équipe 2              | Aller | Retour |
| ------------------ | ----- | --------------------- | ----- | ------ |
| AFP Giovinazzo     | 14-1  | Herne Bay United      | 10-0  | 4-1    |
| Seregno Hockey     | 5-13  | CP Vilanova           | 1-4   | 4-9    |
| Juventude de Viana | 8-11  | HC Liceo              | 4-5   | 4-6    |
| CS Noisy le Grand  | 6-11  | Amatori S. Lodi       | 2-5   | 4-6    |
| HC Braga           | 15-7  | SK Germania Herringen | 6-2   | 9-5    |
| PAS Alcoy          | 13-5  | RHC Dornbirn          | 8-2   | 5-3    |
| RC Biasca          | 5-7   | SA Mérignac           | 3-2   | 2-5    |
| RESG Walsum        | 6-14  | US Coutras            | 2-9   | 4-5    |
| RHC Wimmis         | 12-23 | Igualada HC           | 5-8   | 7-15   |
| Roller Bassano     | 13-8  | RSC Uttigen           | 9-2   | 4-6    |
| SL Benfica         | 46-2  | Grimsby RHC           | 23-1  | 23-1   |
| Genève RHC         | 12-8  | RSC Cronenberg        | 7-4   | 5-4    |

## Phase éliminatoire
Les huitièmes jusqu'aux quarts de finale sont définis par un tirage au sort libre. 

### Huitièmes de finale
Les huitièmes de finale se jouent en matchs aller et retour les 16 janvier et 20 février 2010.
| Équipe 1        | Score | Équipe 2            | Aller | Retour |
| --------------- | ----- | ------------------- | ----- | ------ |
| CP Vilanova     | 11-3  | LV La Roche sur Yon | 8-1   | 3-2    |
| Roller Bassano  | 3-9   | SL Benfica          | 3-4   | 0-5    |
| SC Thunerstern  | 6-14  | Blanes HCF          | 4-7   | 2-7    |
| US Coutras      | 7-6   | PAS Alcoy           | 1-2   | 6-4    |
| SA Mérignac     | 9-13  | AFP Giovinazzo      | 5-6   | 4-7    |
| Amatori S. Lodi | 2-3   | Igualada HC         | 1-1   | 1-2    |
| UD Oliveirense  | 18-3  | Genève RHC          | 13-1  | 5-2    |
| HC Liceo        | 14-6  | HC Braga            | 7-2   | 7-4    |

### Quarts de finale
Les Quarts de finale se jouent en matchs aller et retour les 13 mars et 17 avril 2010.
| Équipe 1       | Score | Équipe 2    | Aller | Retour |
| -------------- | ----- | ----------- | ----- | ------ |
| CP Vilanova    | 5-6   | SL Benfica  | 2-3   | 3-3    |
| Blanes HCF     | 8-4   | US Coutras  | 5-1   | 3-3    |
| AFP Giovinazzo | 4-9   | Igualada HC | 4-1   | 0-8    |
| UD Oliveirense | 5-8   | HC Liceo    | 4-3   | 1-5    |

## Final Four
Un nouveau tirage est effectué pour désigner les demi-finales et la finale qui se jouent au cours d'un Final Four, à Torres Novas, sur une seule rencontre à élimination directe.
|  | Demi-finales | Demi-finales |             |   | Finale | Finale |
|  |              |              |             |   |        |        |
|  | 15 mai 2010  |              |             |   |        |        |
|  |              |              |             |   |        |        |
|  | Igualada HC  | 1            |             |   |        |        |
|  | Igualada HC  | 1            | 16 mai 2010 |   |        |        |
|  | HC Liceo     | 2            |             |   |        |        |
|  | HC Liceo     | 2            | HC Liceo    | 7 |        |        |
|  | 15 mai 2010  |              | HC Liceo    | 7 |        |        |
|  |              | Blanes HCF   | 2           |   |        |        |
|  | SL Benfica   | Blanes HCF   | 2           | 2 |        |        |
|  | SL Benfica   |              |             | 2 |        |        |
|  | Blanes HCF   | 3            |             |   |        |        |
|  | Blanes HCF   | 3            |             |   |        |        |